# Ганс Штук
Ганс Штук фон Вільї (нім. Hans Stuck von Viliez; 27 грудня 1900, Варшава — 9 лютого 1978, Ґрайнау) — один із найвідоміших і найтитулованіших гонщиків міжвоєнної Європи. Німець, що народився у Варшаві.

## Дебют
У автоспорті дебютував 1924 року, спочатку на «Dürkopp», а потім перейшов до «Austro-Daimler», де його талант проявився в повній мірі. Ганс Штук і його авто справляли враження нероздільного механізму — до кінця 1930 р. він переміг у понад 160 гірських перегонах, за що отримав прізвисько «король гір» (нім. bergkönog). З 1935 мав намір встановити рекорд швидкості в 600-750 км/год на Mercedes-Benz T 80.

## Міжвоєнний період
Також пробував свої сили у кільцевих перемогах, але не так вдало. З 1931 року — член заводської команди Mercedes. На «Mercedes SSK» здобув свою першу перемогу у кільцевих перегонах у Львові. У травні 1932-го відвідує Ріо-де-Жанейро, де на своєму автомобілі перемагає у перегонах на 1 км розвинувши швидкість 206,8 км/год.
У 1933 році переходить до Auto Union AG, де його задіяли у новий проект створення спортивної команди. В цей час у нього виникли проблеми, пов'язані із способом вирішення національних проблем у тодішній Німеччині, оскільки його дружина мала єврейські корені, що не сприяло успіхам у спорті. З 1934 року з Auto Union перемагає у Гран Прі Німеччини, Швейцарії і Чехословаччини. Наступного року він третій у загальному заліку Чемпіонату Європи Гран Прі (попередник Формула 1), однак здобуває лише одну перемогу на Гран Прі Італії у Монці. У Брно потрапляє в аварію. До початку війни йому так і не вдається здобути жодної перемоги, хоча постійно здобував другі і треті місця. В результаті 1936 року стає віце-чемпіоном Європи.

## Після війни
Після війни не вішає шолом на гачок — стартує на «Cisitalia» та «A.F.M.». З 1957 року працює тест-пілотом у BMW, а також стартує на автомобілях цієї марки у гірських перегонах, де перемагає у 22-х змаганнях. У віці 60 років перемагає на «BMW» у перегонах на витривалість у Гоккенгаймі і Монці. Видатний гонщик покинув автоспорт у 1963 році.
Традиції свого батька, продовжує син Ганс-Йоганн, теж талановитий гонщик, який змагався у багатьох дисциплінах автоспорту, в тому числі Формула1.